# Бретяска
Бретяска (рум. Brăteasca) — село у повіті Арджеш в Румунії. Входить до складу комуни Мерішань.
Село розташоване на відстані 125 км на північний захід від Бухареста, 18 км на північний захід від Пітешть, 103 км на північний схід від Крайови, 101 км на південний захід від Брашова.

## Населення
За даними перепису населення 2002 року у селі проживали 109 осіб, усі — румуни. Усі жителі села рідною мовою назвали румунську.